# Туманність Конус
Туманність Конус (англ. Cone Nebula) — зона іонізованого водню HII в сузір'ї Єдинорога. Відкрита Вільямом Гершелем 26 грудня 1785 року і отримала початкове позначення H V.27. Туманність перебуває на відстані близько 830 пк (2700 світлових років) від Землі. Туманність Конус є частиною туманності, що оточує скупчення Різдвяна ялинка. Позначення NGC 2264 в Новому загальному каталозі стосується обох об'єктів, а не тільки туманності.
Дифузна туманність Конус названа так, оскільки за формою нагадує конус. Туманність розташована в південній частині NGC 2264, північною частиною якої є скупчення Різдвяна ялинка з видимою зоряною величиною 3.9. Вся структура знаходиться в північній частині сузір'я Єдинорога на північ від середини відрізка від Проціона до Бетельгейзе.
Форма конуса створюється темною поглинальною туманністю, що складається з холодного молекулярного водню і пилу, перед слабкою емісійною туманністю, що містить водень, іонізований зорею S Єдинорога, найяскравішою зорею NGC 2264. Слабка туманність має довжину близько 7 світлових років (кутовий розмір близько 10 мінут дуги) і знаходиться на відстані близько 2700 світлових років від Землі.
Туманність є частиною великого комплексу зореутворення; за допомогою телескопа Габбл у 1997 році були отримані знімки утворюваних зір.